# Scandalul din fotbalul italian din 2006
Scandalul din fotbalul italian din 2006 (cunoscut în Italia sub denumirea de Calciopoli) a implicat cluburile profesioniste de fotbal de top din Serie A și Serie B, în acesta fiind implicată Juventus, câștigătoarea campionatului în sezonul anterior, și alte echipe importante precum AC Milan, Fiorentina, Lazio și Reggina. Scandalul a fost dezvăluit în urma anchetei susținute de poliția italiană în mai 2006, prin care au fost interceptate mai multe convorbiri telefonice susținute între rețele de antrenori și arbitri. Echipele au fost acuzate de trucarea meciurilor prin alegerea unor arbitri favorabili. 
În urma acestui scandal Juventus a fost retrogradată în Serie B a primit o depunctare de 9 puncte, iar titlurile din 2005 și 2006 i-au fost retrase. Fiorentina a fost depunctată cu 15 puncte și privată de participarea în Liga Campionilor în sezonul următor, Reginna a fost depunctată cu 11 puncte și amendată cu 100.000€, AC Milan a fost depunctată cu 8 puncte și Lazio cu 3 puncte și privată de participarea în Cupa UEFA în sezonul următor.

## Sentințe
Următorii oficiali din fotbal au primit pedepse:
- Luciano Moggi: interzis pe viață din fotbal și din FIGC.
- Antonio Giraudo:  Amendat cu €20,000, interzis cinci ani din fotbal și un an și opt luni de închisoare.[5]
- Paolo Dondarini: Doi ani de închisoare.
- Tullio Lanese: Doi ani de închisoare și 2½ ani interzis din fotbal.
- Innocenzo Mazzini: Interdicție de cinci ani.
- Massimo De Santis: Interdicție de patru ani.
- Diego Della Valle: Interdicție de trei ani și nouă luni.
- Pierluigi Pairetto: Interdicție de trei ani și jumătate.
- Andrea Della Valle: Interdicție de trei ani.
- Pasquale Foti: Interdicție de doi ani și jumătate și amendă de €30.000.[6]
- Claudio Lotito: Interdicție de doi ani și jumătate.
- Leonardo Meani: Interdicție de doi ani și jumătate.
- Fabrizio Babini: Interdicție de un an.
- Gennaro Mazzei: Interdicție de un an.
- Adriano Galliani: Interdicție de cinci luni.
- Gianluca Paparesta: Interdicție de cinci luni.
- Claudio Puglisi: Interdicție de trei luni.
- Franco Carraro: Amendat cu €80,000.
- Pietro Ingargiola: Avertisment.